# Meseta Central
La meseta Central es la unidad de relieve más antigua de la península ibérica, ocupando la mayor parte de su superficie, de casi 400 000 km². Es un gran bloque a una altura media de 650 m sobre el nivel del mar. Tiene un clima mediterráneo continentalizado. El sistema Central la divide en submeseta norte y submeseta sur.
La meseta está levemente inclinada hacia el océano Atlántico, con un 0,5 % de pendiente, y se le adosa un cinturón de montañas que surgieron durante la orogenia alpina entre los periodos Oligoceno y Mioceno de la era cenozoica, lo que acentúa su continentalidad.
En un perfil hipsográfico centrado N-S de la península ibérica, se observa que la meseta Central quedó dividida por el sistema Central, siendo la parte septentrional la gran cuenca hidrográfica del río Duero con una altitud media de 850 m sobre el nivel del mar, mientras que al sur del sistema Central la meseta desciende su nivel hasta valores en torno a los 500-600 m de media, dividida por los montes de Toledo formándose dos cuencas hidrográficas, la del río Tajo y la del río Guadiana.
Alexander von Humboldt, en el siglo XIX, divulgó sobre la existencia de esta unidad de relieve como una gran altiplanicie separada del resto y ubicada en el centro de la Península.

## Historia geológica

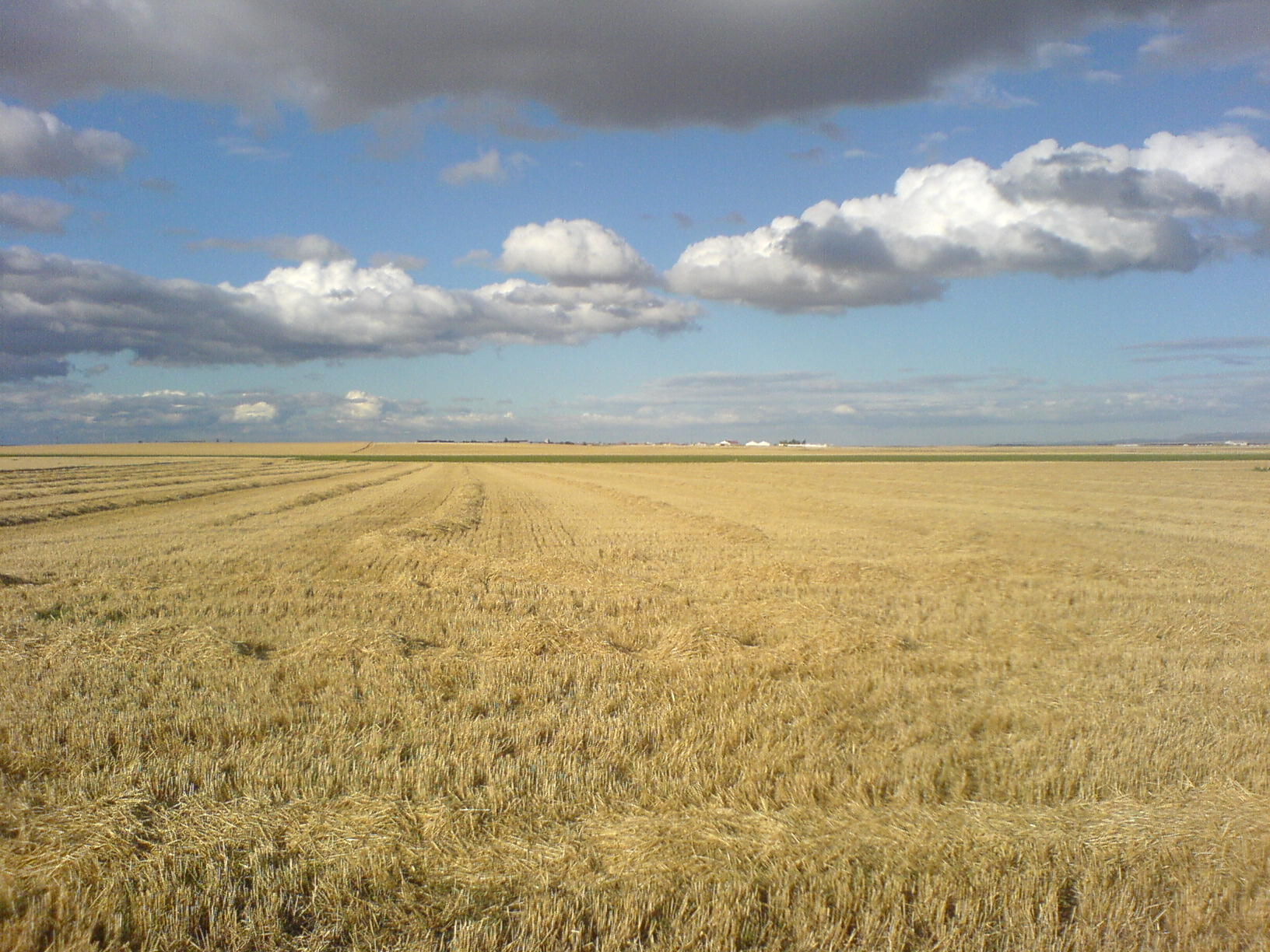
Paisaje de la submeseta Norte

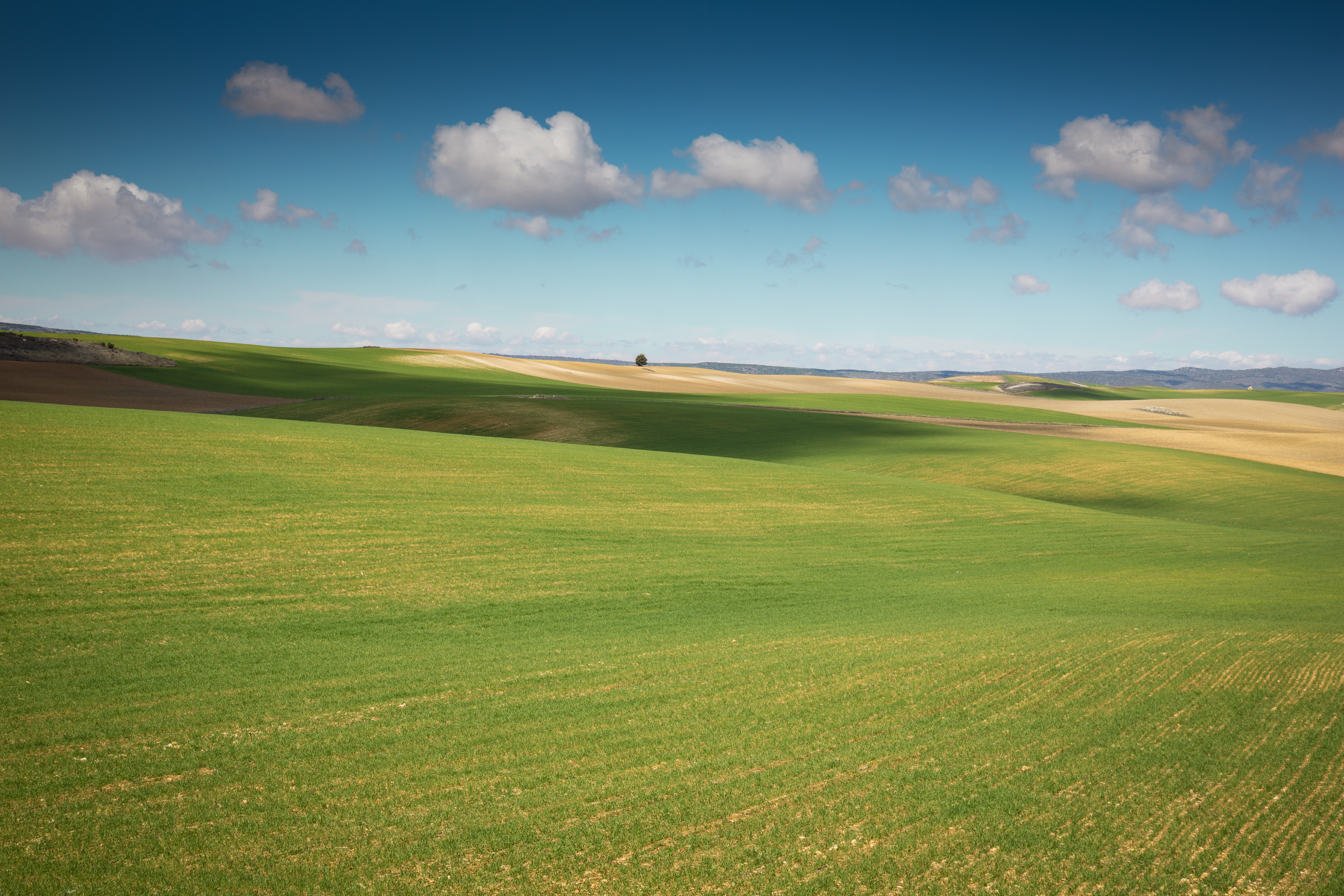
Paisaje de la submeseta Sur

En tiempos precámbricos formaba parte del cratón de Armórica que se separó de Gondwana y en latitudes muy meridionales.
Su origen se encuentra en el macizo Hespérico surgido con el movimiento orogénico herciniano en el Paleozoico. Este macizo fue arrasado por la erosión en el Mesozoico quedando convertido en un gran zócalo posteriormente alterado en el Cenozoico por el movimiento orogénico alpino así como la erosión, sedimentación y acción de los hielos cuaternarios.
Durante la Era Terciaria la orogenia alpina afectó al antiguo macizo Hespérico alterando sus rebordes, produciendo la aparición del macizo Galaico-Leonés, los montes de León y los Montes vascos y el plegamiento de sus rebordes como son la cordillera Cantábrica, al norte, el sistema Ibérico, al noreste, y la flexión-falla de Sierra Morena, al sur. Esta orogenia produjo el choque de la placa africana contra la europea, comprimiendo el Macizo Hespérico, fracturando el zócalo que originaron los montes de Toledo y el sistema Central. Además los restos del macizo bascularon hacia el oeste siendo más tarde sometidos a un proceso de sedimentación que está más presente en la Submeseta norte y en la parte oriental de la Submeseta sur, donde nacen los ríos procedentes del Sistema Ibérico.
El proceso de sedimentación es mayor en su lado oriental mientras que el occidental son más visibles los materiales duros y cristalinos originales del macizo Hespérico.
De la meseta, forma parte de la España arcillosa, la mitad oriental de la Submeseta Norte y la tercera parte oriental de la Submeseta Sur coincidiendo con los cursos altos del Tajo y del Guadiana.
Por otro lado, forma parte de la España silícea, el sistema Central y la mayor parte occidental de la Submeseta Sur.

## Geografía
La Meseta Central es una vasta superficie elevada del interior de la península ibérica que se encuentra rodeada de macizos montañosos, los cuales dan forma y separan claramente esta unidad geográfica del resto del territorio. Las cordilleras que bordean la Meseta, en sentido horario, son: el macizo Galaico-Leonés, la cordillera Cantábrica, los Montes Vascos, el sistema Ibérico, las Cordilleras Béticas y Sierra Morena. Dentro de la propia Meseta existen otras cordilleras: la más importante es el sistema Central, que divide la Meseta en dos mitades: la submeseta Norte y la submeseta Sur. A su vez, en la submeseta sur, los montes de Toledo separan el valle del Tajo y el del Guadiana. Más allá de estas dos cordilleras tan sólo existen pequeñas elevaciones o cerros dentro de la Meseta, aunque en su mayor parte es una extensa llanura.
La Meseta está levemente inclinada hacia el oeste, esto significa que los cursos de agua que la surcan mayormente se dirigen al océano Atlántico. Los grandes ríos que surcan la Meseta son el Duero, el Tajo y el Guadiana, junto con sus muchos afluentes. De la vertiente mediterránea cabe destacar el Júcar y el Segura, ambos en la submeseta sur.

### Páramos

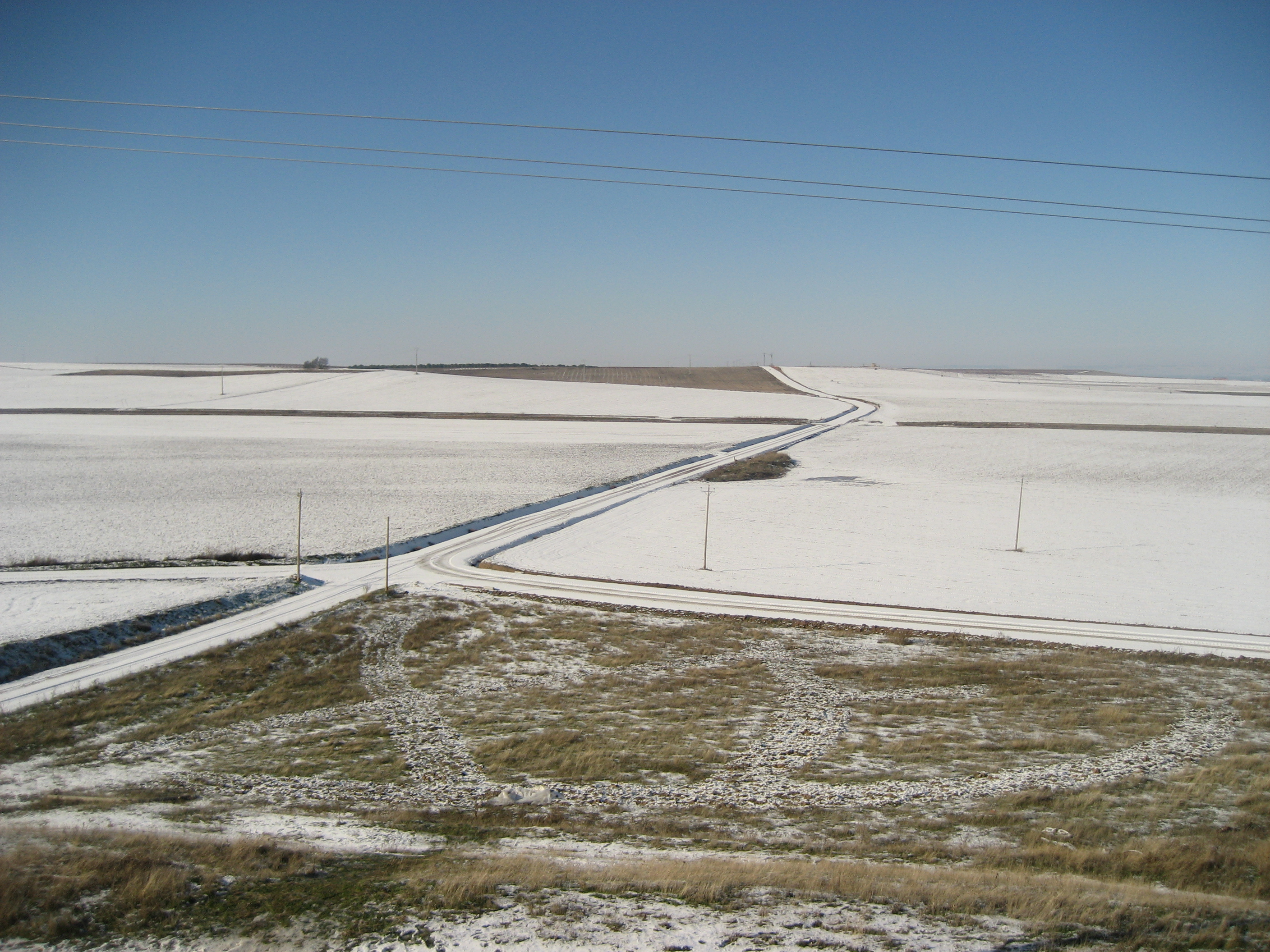
Campos nevados en invierno. En la meseta hay un clima mediterráneo continentalizado

Esta unidad comprende plataformas tabulares rígidas, bien desarrolladas en esta parte central de la cuenca del Duero, que se sitúan, en las cotas más altas, en torno a los 900 metros. Estos páramos están formados por materiales carbonatados más resistentes a la erosión que las series infrayacentes, lo que trae consigo la aparición de algún escarpe que limita la vertiente desarrollada a su pie y que constituye la «cuesta».

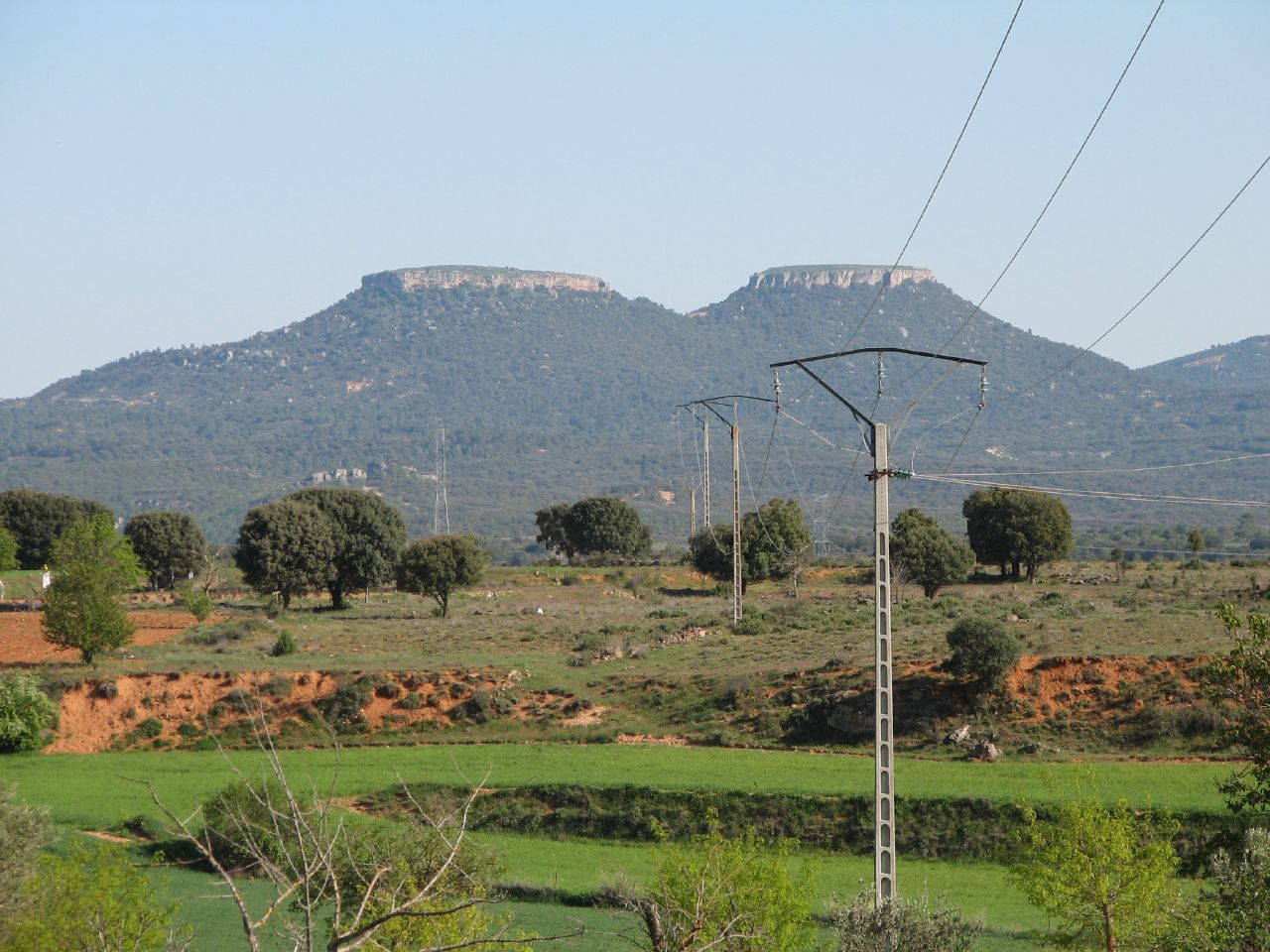
Las Tetas de Viana constituyen un cerro testigo en la provincia de Guadalajara. Estos cerros son muy comunes debido a la erosión

Páramos del Cerrato en Castroverde de Cerrato

Los ríos han sido los principales modeladores, ya que han cortado profundamente estas superficies originando los valles. Como consecuencia de los procesos erosivos actuando sobre esta serie de estratos horizontales, y, en definitiva, como consecuencia de la degradación de los páramos, procedente de la desigualdad de la disección, aparecen los cerros testigos (también llamados oteros, motas o alcores) de perfil cónico o troncocónico. Aunque estos cerros circulares normalmente están coronados por la caliza del páramo, que protege a las margas infrayacentes, a veces el estrato calcáreo ha sido prácticamente desmantelado, de suerte que sólo quedan algunos restos de roca caliza y guijarros en su nivel superior. Los procesos de disolución de caliza ocasionan la generación de residuos insolubles. Se forman, así, los depósitos de arcillas de descalcificación (que engloban bloques y cantos angulosos de caliza), la terra rossa, que constituyen un recubrimiento generalizado sobre la formación calcárea.
En el sector oriental la estratigrafía está formada por potentes espesores de arcilla con bancos no muy espesos de conglomerados y calizas. En esta estructura la erosión se ha encajado profundamente, dejando en resalto plataformas calcáreas o de conglomerados a distinta altitud; es un relieve de cerros aislados, plataformas estructurales, muelas de superficies planas; en conjunto, un relieve más variado que el de los páramos. El enlace de los relieves de borde cuenca con los páramos se realiza por un sector deprimido de llanuras de erosión suavemente onduladas, formadas en arcillas, que han sido desmanteladas con más facilidad.

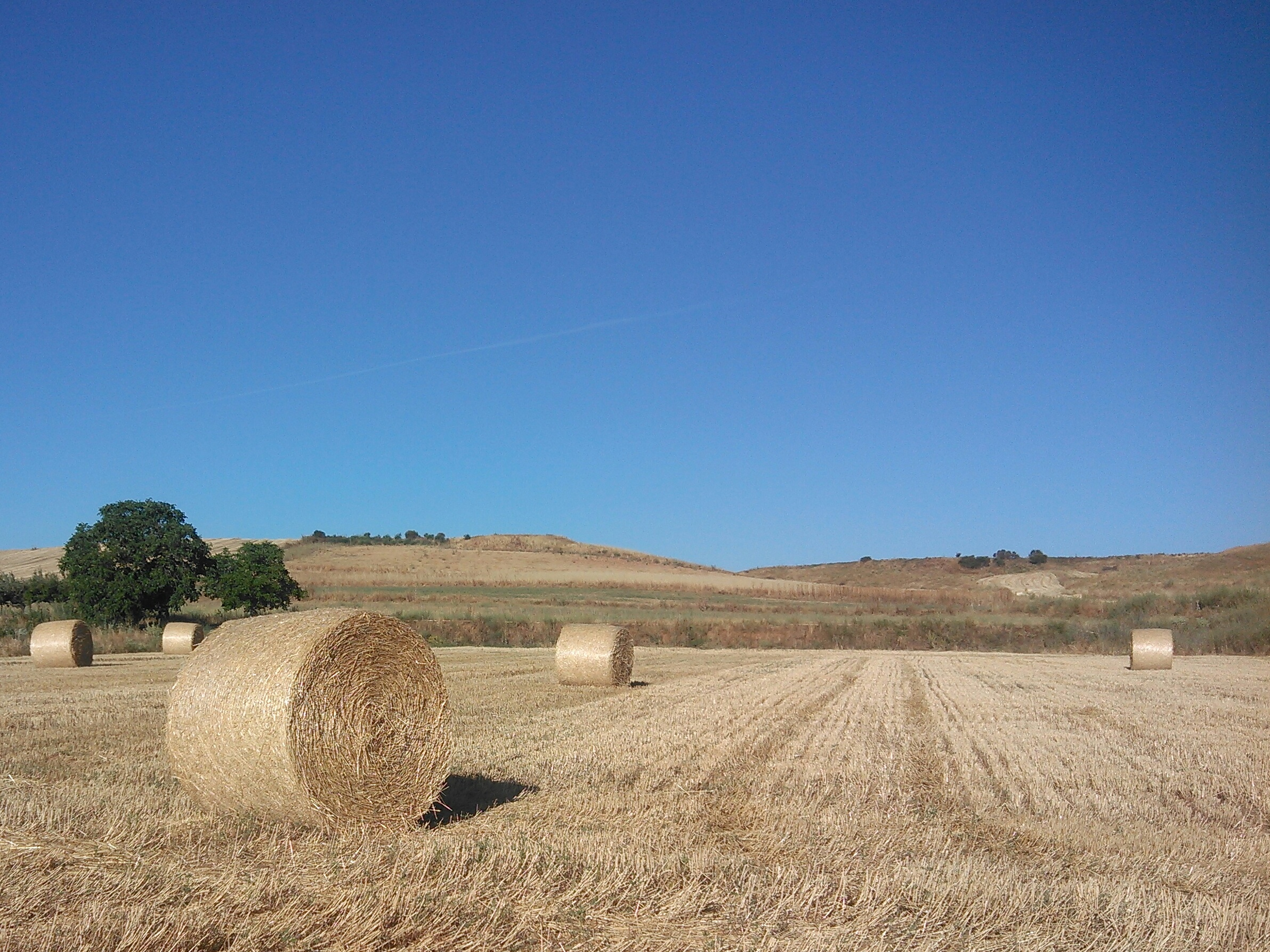
Paisaje acolinado

En el sector septentrional las arcillas miocenas han sido recubiertas por unos mantos de derrubios procedentes de las montañas cantábricas. El manto de cantos, gravas, y arenas, con un espesor de unos cuatro metros, ha protegido, igualmente los materiales débiles infrayacentes. Los ríos que descienden de la cordillera Cantábrica y del Sistema Central se han encajado profundamente en los depósitos, formando amplios valles, entre los que destacan los interfluvios con la cobertura de raña. A estos relieves planos y elevados (900-1000 m) se les conoce como páramos de rañas, muy comunes también en los Montes de Toledo. Y donde el páramo de rañas ha desaparecido se forman relieves de lomas, cerros y colinas; los bordes de los valles son abruptos con rellanos y lacerados con cárcavas y barrancos.

### Campiñas

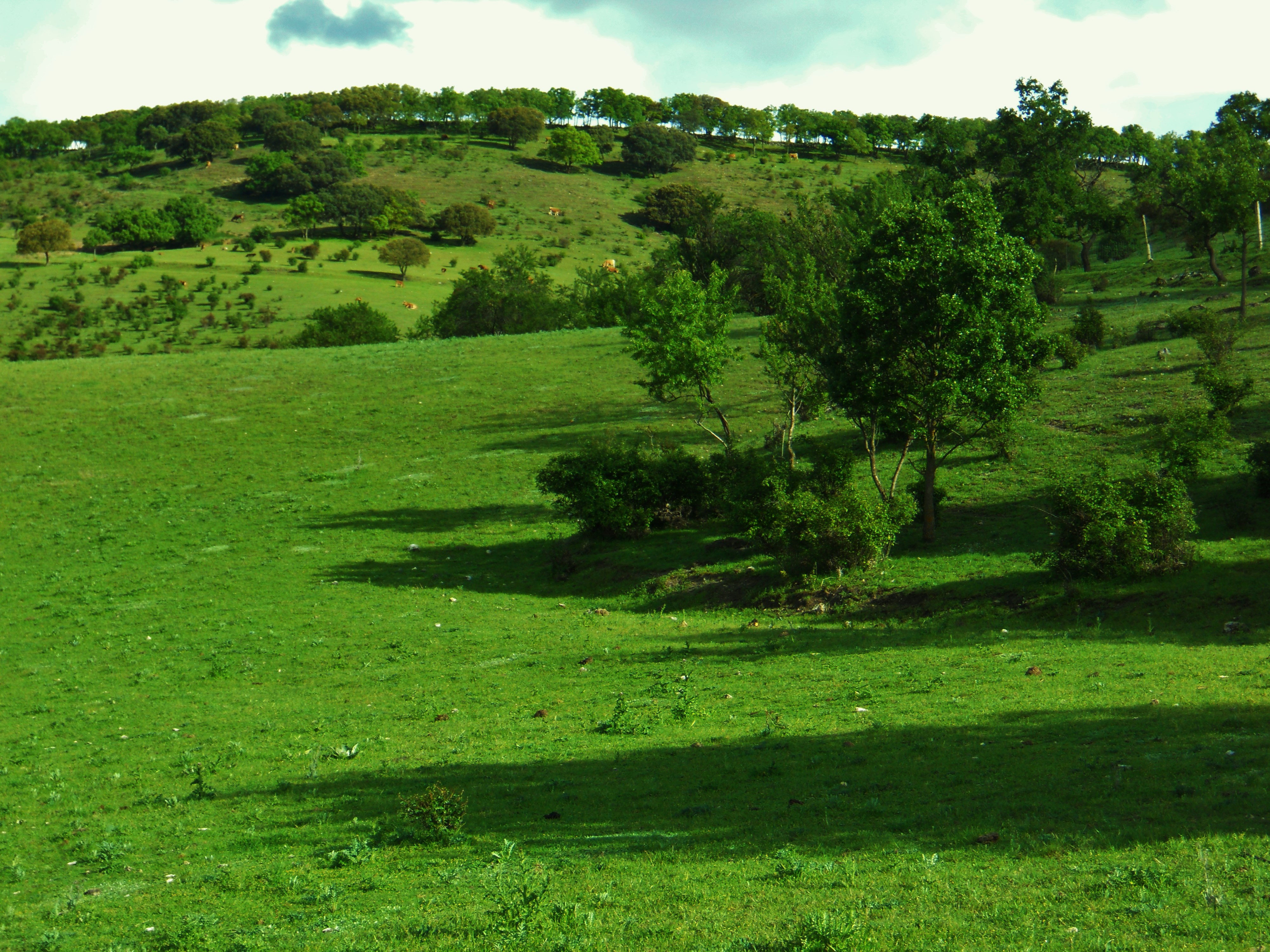
Campiña en Tudela de Duero, provincia de Valladolid

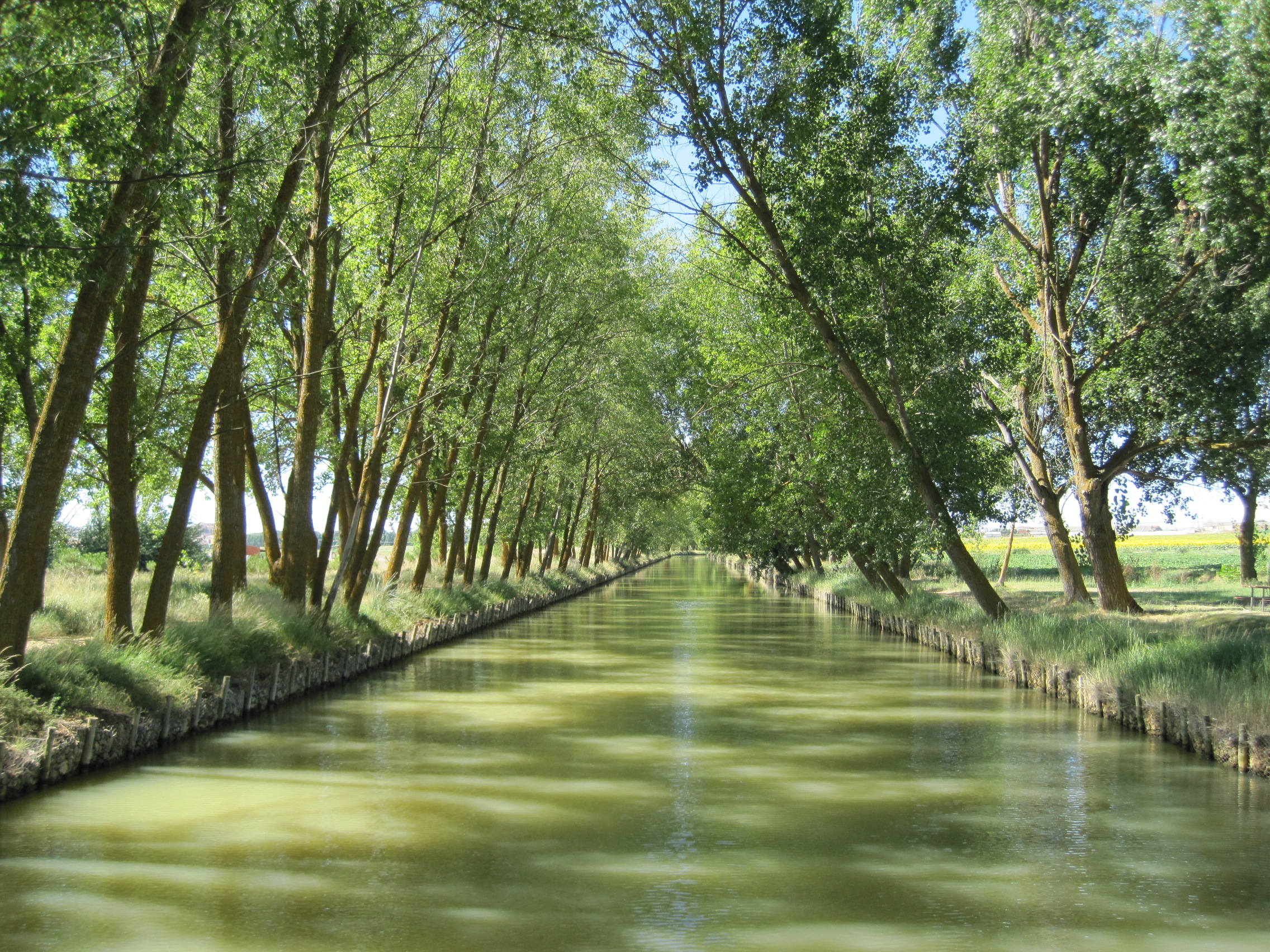
Canal de Castilla en Medina de Rioseco, provincia de Valladolid

Este dominio lo constituyen las partes topográficamente más bajas. Ocupan dos sectores uno al norte, Tierra de Campos, Tierra de Medina y Tierra de Pinares; y otro al sur, Tierras de Talavera y valle del Tiétar. Tierra de Campos es una llanura labrada sobre arcillas, las campiñas en el entorno de Medina del Campo están modeladas en arcillas arenosas, y en Tierra de Pinares las arenas se han superpuesto a los sedimentos miocenos presentando, en ocasiones, un modelado en dunas. Este recubrimiento generalizado de arenas ha originado una llanura de carácter más plano que las del norte, que tienen numerosas lomas y vallonadas.
Estas llanuras son el resultado de un desmantelamiento realizado en distintas fases durante el Cuaternario. Los niveles de base de los ríos, en los períodos áridos interglaciares, han servido de cota de referencia para un intenso desmantelamiento lateral, formando arrasamientos, glacis de erosión, que enlazaban con el nivel de los lechos de los ríos. El nivel actula de las campiñas enlaza con la terraza más baja de los grandes ríos. En los bordes de los páramos pueden distinguirse hasta tres niveles distintos de encajamientos con sus respectivos glacis.
Estos encajamientos son los que explican los relieves sobresalientes unos 80 m sobre el nivel de las campiñas, y que se prolongan, al sur del río Duero y al norte del río Tajo. Son plataformas recubiertas con depósitos aluviales de cantos rodados, en las que se distinguen tres niveles, alguno de los cuales alcanza una anchura de unos 20 km. Los afluentes del Duero (Cega, Adaja, Eresma, Zapardiel, Trabancos, Guareña) se han encajado en los depósitos pero sin apenas avanzar en la erosión lateral; son los conocido como relieves aluviales invertidos.

## Clima

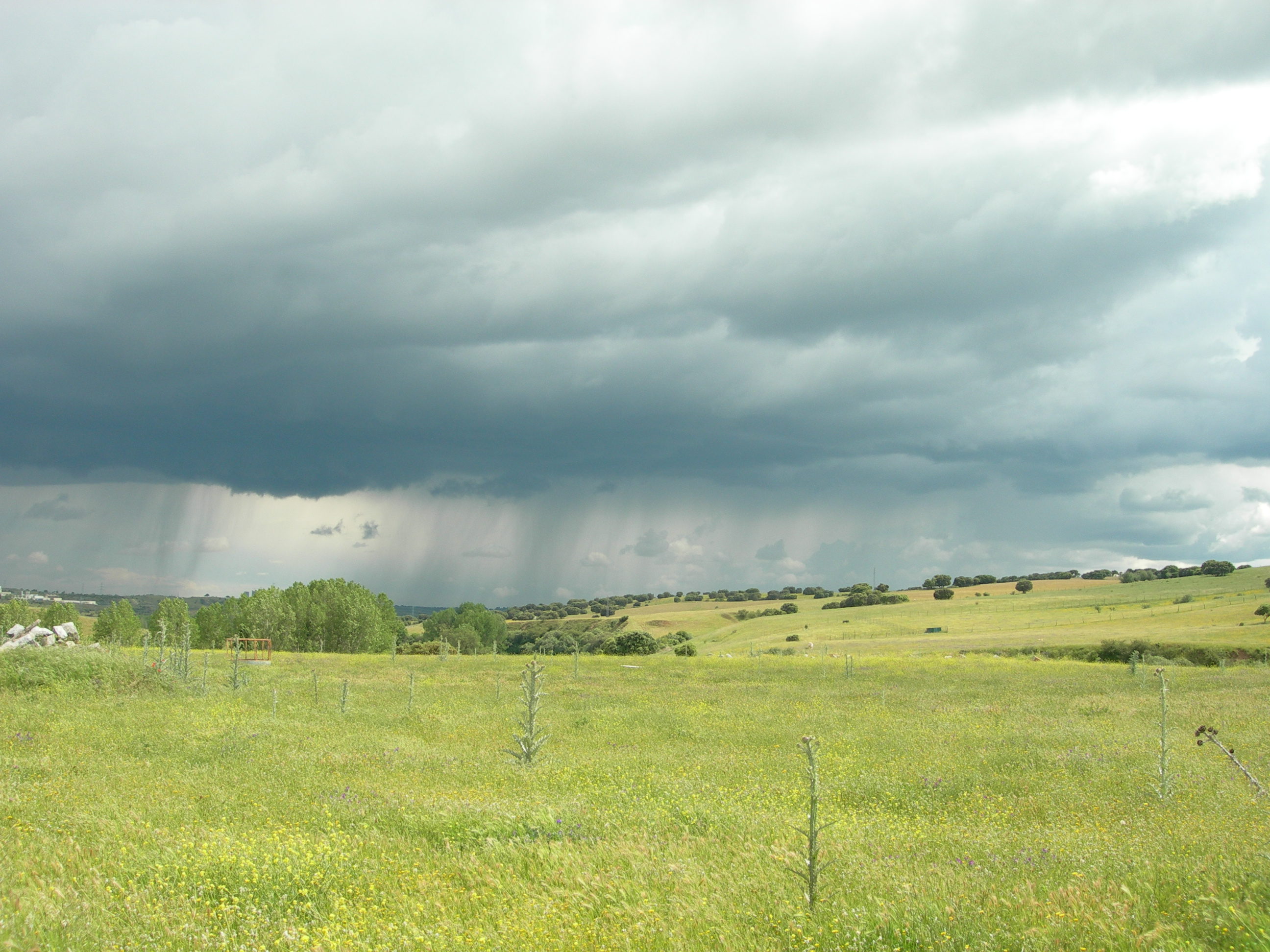
Tormenta en el sur de la Comunidad de Madrid

La notable altitud de la Meseta es la responsable de que exista un clima mediterráneo continentalizado en toda su extensión. Los factores más significativos en este aspecto son: inviernos rigurosos, veranos cálidos, sequía estival, irregularidad en las precipitaciones, fuertes oscilaciones térmicas y notable aridez. Estos rasgos son resultado de las interrelaciones entre unos factores geográficos y otros dinámicos como son la latitud, la situación de la región dentro de la península ibérica, la disposición del relieve y la altitud.
Las temperaturas son muy extremas debido al efecto de la continentalidad, la amplitud térmica anual (diferencia entre la temperatura media del mes más frío y la del mes más caluroso) es muy elevada, normalmente entre 18 y 20 °C. En julio la temperatura media mensual se sitúa por encima de los 24 °C en la mayor parte de la región.
Los inviernos, sin embargo, son fríos, con una temperatura media del mes de enero que se sitúa incluso por debajo de 2 °C en ciertas zonas, y las heladas son frecuentes en invierno e incluso a principios de primavera y finales de otoño. La Meseta Norte junto con la provincia de Guadalajara es, sin duda, la zona llana más fría de España. Las temperaturas mínimas en invierno suelen alcanzar valores negativos, habiéndose registrado hasta −21 °C.
Las precipitaciones, aunque difieren mucho según zonas, se sitúan entre los 300 y 600 mm anuales la mayor parte del año, siendo estas más frecuentes en primavera y otoño, y muy escasas en verano (casi siempre en forma de tormenta). Por todo ello, la mayor parte de la Meseta puede incluirse en la llamada «España seca».